# 那覇市立壺屋小学校
那覇市立壺屋小学校（なはしりつ つぼやしょうがっこう）は、沖縄県那覇市牧志3丁目にある公立小学校。

## 沿革
- 1946年（昭和21年）
  - 1月27日 - 字寄宮283番地に壺屋初等学校として創立。
  - 11月11日 - 牧志町2丁目300番地に移転。軍譲渡のコンセット1棟竣工使用。
- 1952年（昭和27年）2月28日 - 布令66号琉球教育法施行により、那覇市壺屋小学校に改称。
- 1953年（昭和28年）9月9日 - 琉球政府割当ブロック校舎第1号、2階建14教室（西棟）竣工。
- 1956年（昭和31年）
  - 1月1日 - 校歌発表。
  - 1月27日 - 創立10周年記念式典・記念行事を挙行する。
- 1957年（昭和32年）4月1日 - 本校と久茂地小学校のそれぞれ学区の一部を分離し、前島小学校開校。
- 1958年（昭和33年）
  - 5月27日 - 東門側ブロック校舎75間3階建竣工。
  - 9月4日 - 東側ブロック3階建校舎（9教室）竣工。
- 1960年（昭和35年）1月19日 - パン給食開始。
- 1962年（昭和37年）5月24日 - 学校図書室開館。
- 1964年（昭和39年）10月1日 - 完全給食実施。
- 1966年（昭和41年）1月27日 - 創立20周年記念式典・記念行事を挙行する。
- 1972年（昭和47年）5月15日 - 沖縄の本土復帰により、那覇市立壺屋小学校に改称。
- 1975年（昭和50年）3月31日 - 給食調理場が新装竣工。
- 1976年（昭和51年）2月28日 - 創立30周年記念式典・記念行事を挙行する。
- 1977年（昭和52年）4月28日 - プール竣工。
- 1980年（昭和55年）5月31日 - 屋内運動場竣工。
- 1981年（昭和56年）3月31日 - 新校舎竣工（1年次分）。
- 1982年（昭和57年）3月28日 - 新校舎竣工（2年次分）。
- 1983年（昭和58年）3月25日 - 新校舎竣工（最終年次分・5教室）
- 1986年（昭和61年）1月27日 - 創立40周年記念式典・記念行事を挙行する。
- 1987年（昭和62年）3月28日 - 南側フェンス工事完了。
- 1988年（昭和63年）7月16日 - 校舎落成祝賀会を行う（プールのタイル工事・校門の歩道工事・体育館補修工事完成）。
- 1991年（平成3年）
  - 2月3日 - 創立45周年記念と運動場整地完成祝賀会を行う。
  - 10月8日 - 運動場の遊具「ドリムスカイダー」設置。
- 1993年（平成5年）11月5日 - 焼き釜の設置。
- 1996年（平成8年）1月27日 - 創立50周年記念日。記念行事を行う。
- 2000年（平成12年）3月31日 - 校内放送設備一式設置。
- 2001年（平成13年）3月13日 - 体育館の放送設備を設置する。
- 2004年（平成16年）2月7日 - 卒業記念校訓パネル（「創造・自立・友愛」）設置。
- 2005年（平成17年）6月7日 - プールの日除け贈呈式（創立60周年記念事業）。
- 2006年（平成18年）
  - 1月27日 - 創立60周年記念行事を行う。
  - 11月22日 - 本校と壺屋陶器組合との共催による「壺屋陶器まつり」開催（以降毎年秋に開催）。
- 2016年（平成28年）1月31日 - 創立70周年記念行事を行う。
- 2017年（平成29年）2月28日 - 牧志駅側校門アーチ設置。
- 2018年（平成30年）5月16日 - 耐震工事始まる。

## 学区
出典
- 字安里（7～10番地、13～17番地、21～25番地、29～30番地、36～65番地、70～71番地、74～86番地、89～91番地、91番地2～94、113～121番地、165～169番地、173番地、175～190番地、196～200番地、205番地）
- 安里（1丁目(全域)、2丁目(全域)、3丁目1～5番・6番1～11号・6番12～23号・6番24～36号、3丁目6番～20番）
- 字上之屋（47番地）
- 壷屋（1丁目9～16番、22～28番）
- こちらのサイトも参照

## 著名な出身者
- 天久美奈子（MAX）- 歌手[2]
- 中沢初絵 - タレント
- 山咲トオル - 漫画家

## アクセス
- 沖縄都市モノレール沖縄都市モノレール線（ゆいレール）牧志駅下車、目の前。
- 東陽バス30系統泡瀬東線「牧志駅前」バス停下車、目の前。
- 上記以外の路線バスでは、
  - 「牧志公園前」バス停下車後、徒歩約100m・約2分。
  - 「牧志」バス停下車後、徒歩約170m・約3分。
  - 「安里」バス停下車後、徒歩約170m・約3分。
- 那覇空港から、
  - ゆいレールで那覇空港駅から16分〜17分、牧志駅下車。
  - 車で約6.2km・約12分。

## 周辺
- ゆいレール牧志駅
- 牧志郵便局
- 沖縄県道39号線（国際通り）
- 牧志公園
- 南西観光ホテル
  - ローソン那覇牧志公園前店